# The Fallen (film)
The Fallen är en amerikansk-tysk-italiensk långfilm från 2004 i regi av Ari Taub, med Daniel Asher, C.J. Barkus, Mathew Black och Justin Brett i rollerna.

## Rollista
| Daniel Asher | – Lt. Watts      |
| C. J. Barkus | – Private Pulver |
| Mathew Black | – Sgt. Hoakes    |
| Justin Brett | – Kinross        |